# Lapalisse
 Lapalisse  es una población y comuna francesa, situada en la región de Auvernia, departamento de Allier, en el distrito de Vichy y cantón de Lapalisse.

## Demografía
| 3349 | 3528 | 3605 | 3553 | 3603 | 3332 |
| Para los censos de 1962 a 1999 la población legal corresponde a la población sin duplicidades (Fuente: INSEE [Consultar]) |      |      |      |      |      |